# بلس-بلانکو
بلس-بلانکو دهستانی در استان آلمریای اسپانیا است.
در این دهستان ۲٬۰۰۱ نفر زندگی می‌کنند. مساحت این دهستان ۴۴۱ کیلومتر مربع است.